# 排调河
排调河，下游也称打鱼河，位于中国贵州省东南部，是柳江上游都柳江段左岸支流，发源于丹寨县兴仁镇乌寿村的班卓山，东南流约5千米处折向东北，经排调镇羊物村进入雷山县境，在雷山县大塘乡也耶村折向东南，沿雷山、丹寨县界东南流至丹寨县排调镇岔河村，左纳南勤河后折向西南，于扬武镇争光村附近再次转向东南，进入三都水族自治县境，在三都县打鱼乡以南汇入都柳江。河长87千米，平均比降4.6‰，流域面积783平方千米,